# Rueda alemana

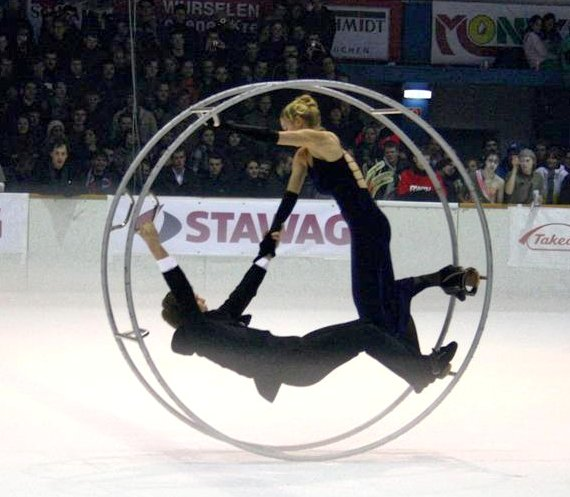
Presentación de la rueda alemana en una competencia gimnástica.

La rueda alemana (en alemán: Rhönradturnen, traducido literalmente como «gimnasia sobre ruedas del Rhön») es una práctica deportiva gimnástica originada en Alemania, que consiste en realizar una serie de ejercicios dentro de una rueda o un aro especialmente diseñado para ello. Ha recibido otros nombres, tales como rueda del Rhön, rueda de gimnasia, rueda gimnástica o aerorueda. 

## Diseño de la rueda
La rueda consta de dos elementos básicos: Dos aros paralelos y seis radios, dos de ellos son tubos simbles circulares, dos incluyen una asa en cada uno y dos tienen un apoya pies. El diámetro de cada rueda depende de la estatura del gimnasta, debe ser lo suficientemente cómoda para que el deportista pueda desplazarse de manera cómoda completamente estirado. El tamaño puede variar en un promedio 130 a 240 centímetros de diámetro, con un peso entre los 40 y 60 kg.

## Historia
La rueda alemana fue inventada en 1925 por Otto Feick en la localidad bávara de Schönau an der Brend. Nieto de un herrero alemán, Feick se inspiró en un recuerdo de un prototipo que él mismo realizó en su infancia en Reichenbach-Steegen (distrito de Kaiserslautern), atando dos palos de madera entre dos aros que su abuelo le había diseñado a su medida, con el propósito de subirse dentro del círculo y rodar colina abajo como un juego.  
Fue patentada el 8 de noviembre de 1925 bajo el nombre "Rhönrad", el cual está registrado y protegido desde 1926 ("Rhön" es el nombre de la región montañosa donde se inventó la rueda).
La rueda alemana fue presentada en forma masiva por primera vez en la exposición GeSoLei de Düsseldorf en 1926. Posteriormente, fue presentada en los Juegos Olímpicos de 1936 en Berlín como un deporte de creación nacional, pero no como una competición olímpica. 
La Federación Internacional de la Rueda Alemana realiza un campeonato mundial de la disciplina cada dos años.
También es una disciplina realizada por artistas circenses.